# Mona Björk
Mona Marie Björk, född 19 mars 1932 i Borås, död 6 juli 2001 i Brämhults församling, var en svensk textilkonstnär.
Mona Björk var verksam vid Norrköpings Bomullsväfveri på 1950-talet och därefter vid Mölnlycke-Tuppen och efter dess fusion med detta bolag 1970 för Borås Wäfveri. Hon gjorde mönster för inredningstyger och var under 45 år en av svensk bomullsindustris främsta formgivare. Bland hennes textilmönster märks Glimminge 1967, Majbi och Zoom 1988 samt Baby Boom 1992. År 1983 gjorde hon Färökollektionen för Nordens hus på Färöarna.